# Jiří Baumruk (lední hokejista)
Jiří Baumruk (* 1941) je bývalý český hokejový útočník.

## Hokejová kariéra
V československé lize hrál za TJ Škoda Plzeň a TJ Gottwaldov. Odehrál 6 ligových sezón.

## Klubové statistiky
| Sezona    | Klub           | Soutěž  | Základní část | Základní část | Základní část | Základní část | Základní část |
| Sezona    | Klub           | Soutěž  | Z             | G             | A             | B             | TM            |
| --------- | -------------- | ------- | ------------- | ------------- | ------------- | ------------- | ------------- |
| 1962/1963 | TJ Škoda Plzeň | 1. liga | -             | -             | -             | -             | -             |
| 1963/1964 | TJ Škoda Plzeň | 1. liga | -             | 19            | -             | -             | -             |
| 1964/1965 | TJ Škoda Plzeň | 1. liga | -             | -             | -             | -             | -             |
| 1965/1966 | TJ Gottwaldov  | 1. liga | 34            | 12            | 2             | 14            | 4             |
| 1966/1967 | TJ Gottwaldov  | 1. liga | 26            | 4             | 0             | 4             | 2             |
| 1967/1968 | TJ Gottwaldov  | 1. liga | 9             | 0             | 1             | 1             | -             |